# Alaxançallı
Alaxançallı är en ort i Azerbajdzjan.   Den ligger i distriktet Daşkəsən Rayonu, i den västra delen av landet, 300 kilometer väster om huvudstaden Baku. Alaxançallı ligger 1 568 meter över havet och antalet invånare är 586.
Terrängen runt Alaxançallı är bergig söderut, men norrut är den kuperad. Alaxançallı ligger nere i en dal. Närmaste större samhälle är Yukhary-Dashkesan, 15,7 kilometer norr om Alaxançallı. 
I omgivningarna runt Alaxançallı växer i huvudsak blandskog. Runt Alaxançallı är det ganska glesbefolkat, med 31 invånare per kvadratkilometer.